# Гай Антістій Вет (консул 50 року)
Гай Антістій Вет (? — після 50) — політичний діяч ранньої Римської імперії, консул 50 року.

## Життєпис
Походив з роду нобілів Антістіїв. Втім отримав титул патриція. Син Гая Антістія Вета, консула 23 року, та Сульпіції Камеріни. У 36 році став членом жрецької колегії саліїв. У 50 році обраний консулом разом з Марком Суіллієм Нерулліном. Суттєвої ролі в імперії не відігравав, будучи прихильником імператорської влади. Подальша доля невідома.

## Родина
- Гай Антістій Вет, консул 96 року.